# Marie-Françoise d'Oettingen-Spielberg
Titre
Princesse Consort de Hohenzollern
20 mai 1722 – 29 novembre 1737
(15 ans, 6 mois et 9 jours)
Marie-Françoise (Maria Franziska Luise) comtesse d'Oettingen-Speilberg, née à Oettingen le 21 mai 1703 et décédée à Sigmaringen le 29 novembre 1737 est une princesse-consort de la maison de Hohenzollern-Sigmaringen. Elle est la fille de Franz Albrecht Fürst zu Oettingen-Spielberg (1663-1737) et de Johanna Margaretha baronne von Schwendi (1672-1738).

## Biographie
Elle épouse à Oettingen le 20 mai 1722 Joseph de Hohenzollern-Sigmaringen, alors prince régnant et devient dès lors princesse-consort de Hohenzollern-Sigmaringen.
Six enfants naissent de cette seconde union :
- Charles Frédéric de Hohenzollern-Sigmaringen, prince de Hohenzollern-Sigmaringen (Karl Friedrich Leopold Joseph) (Sigmaringen 9 janvier 1724 - Krauchenwies 20 décembre 1785)
- Marie-Jeanne (Maria Johanna) de Hohenzollern-Sigmaringen (Sigmaringen 13 novembre 1726 - Sigmaringen 9 avril 1793), Chanoinesse de Buchau.
- Amélie (Maria Amalie Franziska) de Hohenzollern-Sigmaringen (Sigmaringen 8 mai 1729 - Sigmaringen 4 mai 1730)
- Meinrad (Meinrad Ferdinand Joseph) de Hohenzollern-Sigmaringen (Sigmaringen 20 octobre 1732 - Sigmaringen 8 juin 1733)
- Marie-Anne (Maria Anna Theresia) de Hohenzollern-Sigmaringen (Sigmaringen 16 août 1736 - Sigmaringen 16 août 1736).
- Un fils mort-né (Sigmaringen 29 novembre 1737 - Sigmaringen 29 novembre 1737)

Marie-Françoise meurt en donnant naissance à son dernier enfant.